# Górale sądeccy
Górale sądeccy – grupa etnograficzna ludności polskiej zamieszkująca rozległy obszar Beskidu Sądeckiego, części Beskidu Wyspowego oraz wschodniej części Gorców i tym samym wykazująca znaczne zróżnicowanie etnograficzne w obrębie grupy. Możemy wyróżnić: Górali Łąckich, Białych Górali i Czarnych Górali (Ryterskich, Piwniczańskich).